# موك صايب
موك صايب (بالأحرف اللاتينية Mok Saib) من مواليد سنة 1986 ببوفاريك، ولاية البليدة، الجزائر، وإسمه مختار صايب مغني جزائري ويعيش في إنكلترا حيث هاجر إلى لندن بعمر الثالثة والعشرين، حيث انضم إلى فرقة إنكليزية مختصة في الغناء والرقص ومن ثم أكمل بتعلم الفن وفتح قناة باليوتوب لاقت نجاحا، ويبلغ عدد المشاركين في الصفحة حوالي ثلاثة ملايين مشارك. متزوج من المغنية أليس وهي تشاركه في بعض الأغاني، ولهما طفلين، الابنة ياسمين والابن زكي، والعائلة تظهر أحيانا في لقطات لحياته الشخصية عبر اليوتيوب. يغني موك صايب بالعربية الدارجة، والفرنسية والإنكليزية وأغانيه شبابية ورائجة ومتعددة اللغات. كما شارك عام 2018 في مسلسل «النار الباردة» للمخرج فريد موسى.

## الأغنيات
- 2015: قوليلي
- 2016: كلمات مع فولكانو
- 2017: يا الرايح (Ya Rayah)
- 2017: نديك معايا في بالي
- 2018: Je M'en Fous
- 2018: Ma Femme
- 2019: Ma Bella مع أليس
- 2019: الغربة (El Ghorba)
- 2019: ما غازيل مع سلمى رشيد [3]